# Avilla (Indiana)
Avilla es un pueblo ubicado en el condado de Noble en el estado estadounidense de Indiana. En el Censo de 2010 tenía una población de 2401 habitantes y una densidad poblacional de 625,95 personas por km².

## Geografía
Avilla se encuentra ubicado en las coordenadas 41°21′51″N 85°14′4″O / 41.36417, -85.23444. Según la Oficina del Censo de los Estados Unidos, Avilla tiene una superficie total de 3.84 km², de la cual 3.84 km² corresponden a tierra firme y (0%) 0 km² es agua.

## Demografía
Según el censo de 2010, había 2401 personas residiendo en Avilla. La densidad de población era de 625,95 hab./km². De los 2401 habitantes, Avilla estaba compuesto por el 98.29% blancos, el 0.71% eran afroamericanos, el 0% eran amerindios, el 0.21% eran asiáticos, el 0% eran isleños del Pacífico, el 0.17% eran de otras razas y el 0.62% pertenecían a dos o más razas. Del total de la población el 1.5% eran hispanos o latinos de cualquier raza.